# Verschuldung der Großstädte in Deutschland 2021
Dargestellt werden in der Tabelle die amtliche Einwohnerzahl, die integrierte Gesamtverschuldung und die daraus ermittelte Verschuldung pro Einwohner der Großstädte (Gemeinden) in Deutschland mit mehr als 120.000 Einwohnern exemplarisch am 31. Dezember 2021.
Zur Ermittlung der Gesamtverschuldung werden zusätzlich zu den Schulden der kommunalen Kern- und Extrahaushalte auch die Schulden der sonstigen öffentlichen Fonds, Einrichtungen und Unternehmen integriert, an denen die Kommunen unmittelbar oder mittelbar beteiligt sind. Es werden ausschließlich die Schulden beim nicht-öffentlichen Bereich in die Berechnung einbezogen. Zum nicht-öffentlichen Bereich gehören Kreditinstitute, sonstige inländische Geldgeber – wie zum Beispiel private Unternehmen – und sonstige ausländische Geldgeber.
Die Werte für Berlin, Hamburg und Bremen bilden nur die Landesebene der jeweiligen Städte, bzw. Stadtstaaten ab. Sie wurden nachrichtlich übernommen und sind mit den übrigen nur kommunalen Werten nicht direkt vergleichbar.

## Liste
| Stadt                | Amtliche Einwohnerzahl | Gesamtverschuldung (in Euro) | Verschuldung pro Einwohner (in Euro) |
| -------------------- | ---------------------- | ---------------------------- | ------------------------------------ |
| Berlin (nur Land)    | 3.677.472              | (61.948.000.000)             | (16.845)                             |
| Hamburg (nur Land)   | 1.853.935              | (35.267.000.000)             | (19.022)                             |
| München              | 1.487.708              | 6.978.513.404                | 4.690                                |
| Köln                 | 1.073.096              | 8.052.840.274                | 7.504                                |
| Frankfurt (Main)     | 759.224                | 8.211.357.863                | 10.815                               |
| Bremen(nur Land)     | 676.463                | (36.199.000.000)             | (53.512)                             |
| Stuttgart            | 626.275                | 1.888.025.577                | 3.014                                |
| Düsseldorf           | 619.477                | 1.804.922.283                | 2.913                                |
| Leipzig              | 601.866                | 2.347.129.977                | 3.899                                |
| Dortmund             | 586.852                | 4.415.579.667                | 7.524                                |
| Essen                | 579.432                | 3.976.499.218                | 6.862                                |
| Dresden              | 555.351                | 1.041.427.684                | 1.875                                |
| Hannover             | 535.932                | 4.249.950.044                | 7.930                                |
| Nürnberg             | 510.632                | 3.718.958.717                | 7.283                                |
| Duisburg             | 495.152                | 3.446.082.255                | 6.959                                |
| Bochum               | 363.441                | 2.880.391.531                | 7.925                                |
| Wuppertal            | 354.572                | 2.297.531.073                | 6.479                                |
| Bielefeld            | 334.002                | 1.321.477.643                | 3.956                                |
| Bonn                 | 331.885                | 2.353.820.775                | 7.092                                |
| Münster              | 317.713                | 1.145.927.809                | 3.606                                |
| Mannheim             | 311.831                | 2.869.342.679                | 9.201                                |
| Karlsruhe            | 306.502                | 3.138.054.620                | 10.238                               |
| Augsburg             | 296.478                | 1.702.847.834                | 5.743                                |
| Wiesbaden            | 278.950                | 1.843.757.320                | 6.609                                |
| Mönchengladbach      | 261.001                | 1.284.226.701                | 4.920                                |
| Gelsenkirchen        | 260.126                | 1.648.468.349                | 6.329                                |
| Aachen               | 249.070                | 1.597.307.374                | 6.413                                |
| Braunschweig         | 248.823                | 644.482.668                  | 2.590                                |
| Kiel                 | 246.243                | 1.039.095.143                | 4.219                                |
| Chemnitz             | 243.105                | 864.439.331                  | 3.555                                |
| Halle (Saale)        | 238.061                | 1.673.935.738                | 7.031                                |
| Magdeburg            | 236.188                | 929.910.702                  | 3.937                                |
| Freiburg (Breisgau)  | 231.848                | 1.354.595.500                | 5.842                                |
| Krefeld              | 227.050                | 1.071.638.941                | 4.719                                |
| Mainz                | 217.556                | 2.125.412.751                | 9.769                                |
| Lübeck               | 216.277                | 1.090.890.891                | 5.043                                |
| Erfurt               | 213.227                | 401.480.847                  | 1.882                                |
| Oberhausen           | 208.752                | 2.122.269.122                | 10.166                               |
| Rostock              | 208.400                | 1.322.599.575                | 6.346                                |
| Kassel               | 200.406                | 1.081.383.692                | 5.395                                |
| Hagen                | 188.713                | 1.370.986.719                | 7.264                                |
| Potsdam              | 183.154                | 1.053.604.548                | 5.752                                |
| Saarbrücken          | 179.634                | 1.739.271.094                | 9.682                                |
| Hamm                 | 179.238                | 561.427.853                  | 3.132                                |
| Ludwigshafen (Rhein) | 172.145                | 1.821.314.341                | 10.580                               |
| Mülheim (Ruhr)       | 170.739                | 2.042.942.094                | 11.965                               |
| Oldenburg (Oldb)     | 170.389                | 1.007.643.484                | 5.913                                |
| Osnabrück            | 165.034                | 894.487.133                  | 5.420                                |
| Leverkusen           | 163.851                | 838.929.193                  | 5.120                                |
| Darmstadt            | 159.631                | 2.647.527.567                | 16.585                               |
| Heidelberg           | 159.245                | 1.298.835.284                | 8.156                                |
| Solingen             | 158.957                | 1.112.097.416                | 6.996                                |
| Herne                | 156.621                | 1.375.000.123                | 8.779                                |
| Regensburg           | 153.542                | 529.058.741                  | 3.445                                |
| Neuss                | 152.731                | 902.940.298                  | 5.911                                |
| Paderborn            | 152.531                | 324.197.335                  | 2.125                                |
| Ingolstadt           | 138.016                | 637.412.282                  | 4.618                                |
| Offenbach (Main)     | 131.295                | 688.733.057                  | 5.245                                |
| Fürth                | 129.122                | 569.783.148                  | 4.412                                |
| Ulm                  | 126.949                | 1.149.021.932                | 9.051                                |
| Würzburg             | 126.933                | 815.265.405                  | 6.422                                |
| Heilbronn            | 125.613                | 503.005.794                  | 4.004                                |
| Pforzheim            | 125.529                | 373.442.414                  | 2.974                                |
| Wolfsburg            | 123.949                | 896.411.818                  | 7.232                                |

Daten der Tabelle: Statistische Ämter des Bundes und der Länder, Datenstand: 31. Dezember 2021